# Plaines-Saint-Lange

Plaines-Saint-Lange este o comună în departamentul Aube din nord-estul Franței. În 1 ianuarie 2022 avea o populație de 267 de locuitori.